# O.N.A.
O.N.A. – polski zespół wykonujący muzykę z pogranicza rocka i heavy metalu. Został założony w 1994 roku  w Gdańsku. Formacja rozpadła się w 2003 roku.
Grupa stale podążała za aktualnymi światowymi trendami – w jej twórczości słychać wpływy takich zespołów jak Korn, Soundgarden czy Creed.
Zespół wydał pięć albumów studyjnych, z których każdy zyskał status złotej lub platynowej płyty. Wypromował wiele przebojów m.in. „Drzwi”, „Znalazłam”, „Koła czasu”, „Krzyczę – jestem”, „Kiedy powiem sobie dość” „Najtrudniej”, „Ciągle ty”, „Niekochana” czy Wszystko to co ja. Zdobył szereg nagród (w tym 5 Fryderyków), a muzycy grupy regularnie pojawiali się w czołówkach plebiscytów na najlepszych instrumentalistów w czasopismach muzycznych (m.in. Tylko Rock, Gitara i Bas). Rozgłos przyniosła zespołowi także kontrowersyjna postać Agnieszki Chylińskiej.

## Historia
Zespół był kontynuacją mniej znanego projektu Skawalker, w którego skład wchodzili wtedy Skawiński, Tkaczyk, Kraszewski i Horny. Pod koniec 1994 do grupy dołączyła, debiutująca w branży muzycznej 18-letnia Chylińska, która została wokalistką. Zespół zmienił nazwę na O.N.A. i w maju 1995 wydał debiutancki album studyjny pt. Modlishka, a miesiąc później wystąpił premierowo podczas 32. Krajowego Festiwalu Piosenki Polskiej w Opolu. Modlishka okazała się wielkim sukcesem komercyjnym, a zarówno pilotujący album bluesowy utwór „Drzwi”, jak i kolejne single „Znalazłam” i „Koła czasu” trafiły na listy przebojów. W maju 1996 zespół odebrał pierwszą złotą płytę za sprzedaż 100 tys. egzemplarzy. Muzycy byli nominowani w plebiscycie miesięcznika Tylko Rock w kategoriach przebój roku (Drzwi) i płyta roku, otrzymał też nagrodę Indywidualność 1995, która została wręczona im w kopalni soli w Wieliczce, gdzie zagrali koncert.
We wrześniu 1996 wydali drugi album studyjny pt. Bzzzzz, który promowali singlami „Krzyczę – jestem”, „Nie chcę dawać tego co najlepsze” i „Kiedy powiem sobie dość”, który okazał się najbardziej rozpoznawalnym singlem w dorobku zespołu. Płyta była największym sukcesem kasowym w historii zespołu (podwójna platyna), przyniosła też grupie dwa Fryderyki – w kategorii Zespół roku i Album roku – rock. Podczas gali rozdania Fryderyków Chylińska, odbierając nagrodę, skierowała do swoich byłych nauczycieli słowa Fuck off, nienawidzę was, co wywołało skandal i było szeroko komentowane w ogólnopolskich mediach.
W kwietniu 1998 zespół wydał kolejny album studyjny pt. T.R.I.P., który promowali singlem „Najtrudniej”. W dniu premiery krążek osiągnął status złotej płyty i ponownie przyniósł grupie Fryderyki w kategoriach Grupa roku i Album roku – rock. 27 marca 1999 zagrali akustyczny koncert w radiowej Trójce, a w maju wydali album pt. Re-T.R.I.P., zawierający remiksy piosenek z albumu T.R.I.P. W listopadzie wydali czwarty album studyjny pt. Pieprz, promowany singlami „Ciągle ty” i „Jestem silna” który zyskał status złotej płyty.
W październiku 2001 zaprezentowali piąty album pt. Mrok, który promowali singlami „Niekochana”, „Zmęczona” i „Wszystko to co ja”. Rok później wydali jedyne w swojej karierze DVD pt. Wszystko to, co my, zawierające wszystkie dotychczas zrealizowane teledyski.
W styczniu 2003 zakończyli działalność, oficjalnie tłumacząc decyzję o rozpadzie „rozbieżnością wizji artystycznych”. Skawiński i Tkaczyk utworzyli grupę Kombii, będącą częściowo kontynuacją Kombi, natomiast Chylińska wraz z Kraszewskim i Hornym oraz Krzysztofem Misiakiem i Dariuszem Osińskim zawiązała grupę o nazwie Chylińska. W marcu zespół wydał album kompilacyjny pt. To naprawdę już koniec 1995–2003, zawierający największe przeboje z dorobku zespołu. 16 marca zagrali pożegnalny koncert w warszawskim klubie Stodoła.

## Dyskografia

### Albumy
| 1995                           | Modlishka - Data: 25 maja 1995 - Wydawca: MJM Music PL                       | 47 | - złota płyta        |
| 1996                           | Bzzzzz - Data: 19 września 1996 - Wydawca: Columbia Polska                   | –  | - 2× platynowa płyta |
| 1998                           | T.R.I.P. - Data: 27 kwietnia 1998 - Wydawca: Columbia Polska                 | –  | - platynowa płyta    |
| 1999                           | Pieprz - Data: 19 listopada 1999 - Wydawca: Columbia Polska                  | –  | - złota płyta        |
| 2001                           | Mrok - Data: 29 października 2001 - Wydawca: Sony Music Entertainment Poland | 4  | - złota płyta        |
| „–” pozycja nie była notowana. |                                                                              |    |                      |

### Kompilacje
| Rok  | Tytuł                                                                                             | Pozycja na liście |
| Rok  | Tytuł                                                                                             | POL               |
| ---- | ------------------------------------------------------------------------------------------------- | ----------------- |
| 2003 | To naprawdę już koniec 1995–2003 - Data: 24 marca 2003 - Wydawca: Sony Music Entertainment Poland | 30                |

### Single
| 1995                           | Koła czasu                       | 7  | 11 | 9  | Modlishka      |
| 1995                           | Drzwi                            | 4  | 4  | 4  | Modlishka      |
| 1995                           | Znalazłam                        | 5  | 5  | 3  | Modlishka      |
| 1996                           | Krzyczę – jestem                 | 3  | 35 | 6  | Bzzzzz         |
| 1996                           | Kiedy powiem sobie dość          | 3  | 1  | 4  | Bzzzzz         |
| 1996                           | Nie chcę dawać tego co najlepsze | 13 | 21 | 15 | Bzzzzz         |
| 1996                           | 24 godziny po...                 | –  | 35 | 29 | Bzzzzz         |
| 1998                           | Najtrudniej                      | 4  | 10 | 7  | T.R.I.P.       |
| 1998                           | Hystoryjka                       | 30 | 28 | 18 | T.R.I.P.       |
| 1998                           | To naprawdę już koniec           | 19 | 25 | 9  | T.R.I.P.       |
| 1999                           | Ciągle ty                        | 2  | 28 | 6  | Pieprz         |
| 1999                           | Jestem silna                     | 43 | 26 | 32 | Pieprz         |
| 2000                           | Moja odpowiedź                   | 40 | 23 | 26 | Ostatnia misja |
| 2001                           | Niekochana                       | 2  | 3  | 1  | Mrok           |
| 2002                           | Wszystko to co ja                | 9  | 14 | 3  | Mrok           |
| 2002                           | Zmęczona                         | –  | –  | 48 | Mrok           |
| „–” pozycja nie była notowana. |                                  |    |    |    |                |

### Pozostałe
| Rok  | Tytuł                                                         | Uwagi                                 |
| ---- | ------------------------------------------------------------- | ------------------------------------- |
| 1999 | re-T.R.I.P. - Data: 28 maja 1999 - Wytwórnia: Columbia Polska | - remiks płyty T.R.I.P. - złota płyta |

## Wideografia
| Rok  | Tytuł                                                                                   | Uwagi |
| ---- | --------------------------------------------------------------------------------------- | ----- |
| 2002 | Wszystko to co my (1995–2002) - Data: 2002 - Wytwórnia: Sony Music Entertainment Poland | - DVD |

## O.N.A. w filmie
W 1997 roku zespół udostępnił utwory Białe ściany i Kiedy powiem sobie dość na potrzeby filmu Musisz żyć (reż. Konrad Szołajski, premiera w 2000), członkowie zespołu pojawili się też w jednej ze scen. W tym samym roku zespół nagrał utwór Mimo wszystko, który znalazł się na ścieżce dźwiękowej filmu Młode wilki 1/2 (reż. Jarosław Żamojda). Grzegorz Skawiński jest autorem muzyki do filmu Ostatnia misja (reż. Wojciech Wójcik, premiera w 2000), na ścieżce dźwiękowej znalazł się też utwór Moja odpowiedź.
| Rok  | Tytuł filmu     | Utwory                                     | Źródło |
| ---- | --------------- | ------------------------------------------ | ------ |
| 1997 | Musisz żyć      | „Białe ściany”, „Kiedy powiem sobie dość”  | [ 25 ] |
|      | Młode wilki 1/2 | „Kiedy powiem sobie dość”, „Mimo wszystko” | [ 25 ] |
| 2000 | Ostatnia misja  | „Moja odpowiedź”                           | [ 25 ] |
|      | To my           | „Hystoryjka”                               | [ 25 ] |

| Rok  | Serial             | Utwory                                                                          | Uwagi                                                                             | Źródło |
| ---- | ------------------ | ------------------------------------------------------------------------------- | --------------------------------------------------------------------------------- | ------ |
| 1998 | Klasa na obcasach  | „Nienawidzę”, „Nie to nie”, „Ciągle ty”, „Absta”, „Jestem silna”, „Najtrudniej” |                                                                                   | [ 25 ] |
| 1999 | Czułość i kłamstwa | „Nie chcę nigdy – babcia”, „Kiedy powiem sobie dość”, „W mojej głowie”          | 1. Odcinki: 19-20, 25-27, 37-46, 52-63. 2. Odcinki: 63-64, 81-150. 3. Odcinek: 64 | [ 25 ] |

## Nagrody i wyróżnienia
- 1995 – nagroda TVP – Muzyczna indywidualność 1995 roku
- Fryderyki 1996 – nagrody w kategoriach: Zespół roku i Album roku – rock (Bzzzzz)
- 1997 – nagroda dziennikarzy na Festiwalu w Opolu
- Fryderyki 1998 – nagrody w kategoriach: Grupa roku i Album roku – rock (T.R.I.P.)
- 2000 – Superjedynka w kategorii Najlepsza płyta rockowa (Pieprz)
- 2000 – nagroda czasopisma Tylko Rock za wkład muzyczny w latach 90.
- Fryderyki 2001 – nagroda w kategorii Teledysk roku (Niekochana)
- 2002 – Paszport Polityki dla Agnieszki Chylińskiej w kategorii Rock–Pop–Estrada
- 2002 – nagroda w plebiscycie pisma Gitara i Bas w kategorii Najlepsza płyta gitarowa (Mrok)